# Hezheng
Hezheng (léase Jo-Zheng, en chino simplificado, 和政县; pinyin, Hézhèng xiàn) es un condado bajo la administración directa de la Prefectura autónoma de Linxia. Se ubica en la provincia de Gansu, centro-norte de la República Popular China. Su área es de 960 km² y su población total para 2010 fue cerca a los 200 mil habitantes.

## Administración
El condado de Hezheng se divide en 13 pueblos que se administran en 9 poblados, 3 villas y 1 villa étnica.